# San Giacomo degli Schiavoni
San Giacomo degli Schiavoni (bis 1864 einfach San Giacomo) ist eine italienische Gemeinde (comune) mit 1372 Einwohnern (Stand 31. Dezember 2023) in der Provinz Campobasso in der Region Molise. Die Gemeinde liegt etwa 50,5 Kilometer südwestlich von Campobasso. Etwa 5,5 Kilometer nordöstlich von San Giacomo degli Schiavoni liegt die Adriaküste.